# Kozlodouy (obchtina)
Pour les articles homonymes, voir Kozlodouy (homonymie).
La commune de Kozlodouy (en bulgare Община Козлодуй - Obchtina Kozlodouy) est située dans le nord-ouest de la Bulgarie.

## Géographie
La commune de Kozlodouy est située dans le nord-ouest de la Bulgarie, à 160 km au nord de la capitale Sofia. Le territoire de la commune s'étend le long du Danube.
| 1975 | 1985 | 1992 | 2001   | 2005   | 2008   | 2011   |
| ---- | ---- | ---- | ------ | ------ | ------ | ------ |
| -    | -    | -    | 25 221 | 23 574 | 22 571 | 20 970 |

## Administration
Le chef-lieu de la commune est la ville de Kozlodouy et elle fait partie de la région de Vratsa.

### Structure administrative
La commune compte 1 ville et 4 villages :
| - ville de Kozlodouy - village de Boutan - village de Glojéné | - village de Harlets - village de Kriva bara - village |

### Maires
- 1995-1999 Konstantine Rochkov (indépendant)
- 1999-2007 Milko Torbov (indépendant)
- 2007-201. Roumén Manoév (coalition GERB, UFD, Mouvement jour de la Saint-Georges, UPA)

### Jumelages
La commune de Kozlodouy est jumelée avec les communes suivantes :
- Bechet (Roumanie)
- Whitehaven (Royaume-Uni)
- Bossilégrad (Serbie)
- Poutyvl (Ukraine)